# 페드릭 데이커스
페드릭 데이커스(영어: Fedrick Dacres, 1994년 2월 28일~)는 자메이카의 육상 선수이며, 주 종목은 원반던지기이다.  2016년과 2020년 하계 올림픽 남자 원반던지기 종목에 참가했으며 세계 선수권 대회에서 은메달 1개, 팬아메리칸 게임에서 금메달 2개, 동메달 1개, 코먼웰스 게임에서 금메달 1개를 획득했다.
데이커스는 현재 자메이카 남자 원반던지기 국가 기록을 보유하고 있다.